# Cyphomyrmex peltatus
Cyphomyrmex peltatus é uma espécie de inseto do gênero Cyphomyrmex, pertencente à família Formicidae.

## Distribuição
São encontradas no Brasil e na Costa Rica.